# Ruta Estatal de Nevada 304
La Ruta Estatal de Nevada 304, y abreviada SR 304 (en inglés: Nevada State Route 304) es una carretera estatal estadounidense ubicada en el estado de Nevada. La carretera inicia en el Oeste desde la I 80     en Battle Mountain hacia el Este en la I 80     en Battle Mountain. La carretera tiene una longitud de 6,1 km (3.788 mi).

## Mantenimiento
Al igual que las autopistas interestatales, y las rutas federales y el resto de carreteras estatales, la Ruta Estatal de Nevada 304 es administrada y mantenida por el Departamento de Transporte de Nevada por sus siglas en inglés Nevada DOT.

## Cruces
La Ruta Estatal de Nevada 304 es atravesada principalmente por la  SR 305     en Battle Mountain.